# Jimmy Gunn (Jazzmusiker)
Jimmy Gunn (um 1900 – nach 1936) war ein amerikanischer Jazzmusiker (Piano) und Bandleader.
Gunn leitete in den 1930er-Jahren eine Territory Band, die ihren Sitz in Charlotte (North Carolina) hatte und 1934 aus der Studentengruppe Taylor’s Dixie Serenaders hervorgegangen war. Zu den Musikern seiner Band gehörten u. a. der Altsaxophonist Skeets Tolbert; Harry Prather (Tuba) und Leslie Johnakins (Alt- und Baritonsaxophon), die später ihre Karriere in New York fortzsetzten. Gunn trat mit der Band u. a. auch in Philadelphia auf, wo sie der junge Dizzy Gillespie erlebte.
Im Mai 1931 hatte Gunn Gelegenheit, noch als Taylor's Dixie Orchestra in Charlotte für Victor Records die beiden Titel Wabash Blues und Everybody Loves My Baby einzuspielen (Victor 23277). Bei der zweiten (und letzten) Aufnahmesession Gunns am 18. Juni 1936 – diesmal für Bluebird Records – entstanden sechs Titel, darunter die zu dieser Zeit populären Nummern My Blue Heaven (B6469), Star Dust und I’ve Found a New Baby (B6500). Musikalisch orientierte sich Gunn an den Arrangements damals aktueller New Yorker Bigbandmusik.
Der Bandleader ist nicht zu verwechseln mit dem gleichnamigen Kornettisten, der in den 1920er-Jahren bei Mamie Smith & Her Jazz Hounds spielte.